# Max Jean
Max Jean (27 de julho de 1943) foi um automobilista francês que participou do GP da França de 1971 de Fórmula 1.

## Fórmula 1[3]
(Legenda) 
| Ano  | Equipe                     | Chassis   | Motor            | 1   | 2   | 3   | 4   | 5        | 6   | 7   | 8   | 9   | 10  | 11  | Pontos | Posição |
| ---- | -------------------------- | --------- | ---------------- | --- | --- | --- | --- | -------- | --- | --- | --- | --- | --- | --- | ------ | ------- |
| 1971 | Frank Williams Racing Cars | March 701 | Ford Cosworth V8 | RSA | ESP | MON | NED | FRA NC F | GBR | GER | AUT | ITA | CAN | EUA | 0      | NC      |

## 24 Horas de Le Mans[1]
| Ano  | Equipe       | Nº | Co-Pilotos    | Chassi         | Pneus | Classe | Voltas | Posição | Posição Na Categoria |
| Ano  | Equipe       | Nº | Co-Pilotos    | Motor          | Pneus | Classe | Voltas | Posição | Posição Na Categoria |
| ---- | ------------ | -- | ------------- | -------------- | ----- | ------ | ------ | ------- | -------------------- |
| 1968 | André Moynet | 54 | René Ligonnet | Moynet XS      | D     | P 1.3  | 6      | DNF     | DNF                  |
| 1968 | André Moynet | 54 | René Ligonnet | Simca 1.2 L I4 | D     | P 1.3  | 6      | DNF     | DNF                  |